# Micrasema quadrilobum
Micrasema quadrilobum är en nattsländeart som beskrevs av Martynov 1933. Micrasema quadrilobum ingår i släktet Micrasema och familjen bäcknattsländor. Inga underarter finns listade i Catalogue of Life.